# کاروانسرای میر پنج
کاروانسرای میر پنج مربوط به دوره صفوی است و در کاشان، بازاربزرگ، بازارمسگرها واقع شده و این اثر در تاریخ ۲ آبان ۱۳۷۸ با شمارهٔ ثبت ۲۴۳۵ به‌عنوان یکی از آثار ملی ایران به ثبت رسیده است.